# Aimé-Gabriel-Hilaire-Jehan-Marie Sarrebourse de La Guillonnière
Aimé-Gabriel-Hilaire-Jehan-Marie Sarrebourse de La Guillonnière, francoski general, * 21. december 1879, † 16. avgust 1954.